# Muskwawasepeotan
Muskwawasepeotan /= the town of the old redwood creek/, selo Potawatomi Indijanaa, koje se nalazilo na području današnje sjeveroistočne Indiane u okrugu Allen, blizu Cedarvillea. Selo se locira na području gdje se sastaje Cedar Creek s St. Joseph Riverom.
Ovi područke prodano je SAD-u 1828. Selo se po svome poglavici nazivalo i Metea's Village.